# Ojo con los Orozco
«Ojo con los Orozco» es una canción compuesta por el cantautor argentino León Gieco y Luis Gurevich. Este sencillo forma parte de su álbum titulado  Orozco, editado en 1997.

## Composición
Esta canción, prácticamente hablada, tiene la particularidad de que es un lipograma monovocálico (ya que la única vocal pronunciada en toda la letra es la "o"). La letra trata de la forma en que el autor ve a ciertos grupos de la sociedad argentina. Los Orozco de la canción son una familia donde todos son corruptos excepto Rodolfo Orozco que es músico, de allí la parte que dice "yo pongo los votos solo por Rodolfo, los otros son locos, yo los conozco".

## Videoclip
El videoclip de la canción tuvo un gran recibimiento en Argentina y en el extranjero. En el mismo participan artistas como Alfredo Casero (presentador), Lalo Mir (presentador), Favio Posca (Pocho), Dady Brieva (Toto), Leonardo Sbaraglia (Cholo), Antonio Gasalla (Tom), Darío Grandinetti (Moncho), Miguel Ángel Solá (Otto), Enrique Pinti (Pololo) y el propio León Gieco (Rodolfo).